# Sovereigns of Northernlands
Sovereigns of Northernlands – split trzech polskich zespołów pagan metalowych Grom, North i Marhoth, wydany w 1998 roku przez polską wytwórnię płytową Astral Wing.

## Lista utworów
Grom
1. "On the border between two worlds"

North
1. "Sovereigns of the northernlands"
2. "Forest..."

Marhoth
1. "Fog over the swamps"
2. "Crown of Marhoth"